# 华熙LIVE·五棵松
华熙LIVE·五棵松，原名五棵松文化体育中心，位于北京市海淀区复兴路69号，是一所集文化艺术、文化创意、文化娱乐、文化体育、文化教育一体的娱乐体验中心。该项目包括四座体育场馆、一片配套商业和三栋写字楼，总占地28万平方米，由华熙集团和旭辉集团共同拥有。

## 综述
五棵松文化体育中心，由五棵松体育馆、五棵松棒球场、文化体育设施、配套商业设施共同构成。五棵松文化体育中心总占地面积52公顷，总建筑面积约35万平方米。按照规划，五棵松文化体育中心将成为北京市西部社区居民商业、文化、体育、休闲场所，在2008年北京奥运会后将为社区居民提供健身俱乐部、游泳馆、篮球名人堂等文化体育设施。
2003年，北京五棵松文化体育中心项目法人招标结束，北京中关村开发建设股份有限公司联合体被确定为中标人。2003年9月30日，中标后的该联合体与海淀区人民政府和北京奥组委签署《五棵松文化体育中心项目开发协议》和《五棵松文化体育中心项目篮球馆协议》。根据协议，该联合体将组建项目公司，负责承担项目的设计、投融资、建设、运营、管理，项目公司将获得2008年北京奥运会后五棵松文化体育中心50年经营权。2003年，成立北京五棵松文化体育中心有限公司，作为五棵松文化体育中心的项目公司。
2007年1月，北京五棵松体育场馆运营管理有限公司注册成立。2014年11月，更名为华熙国际（北京）五棵松体育场馆运营管理有限公司，总部设在北京，隶属华熙国际投资集团有限公司，是五棵松体育馆（万事达中心）、M空间（汇源空间）、五棵松篮球公园（WKS HI-PARK）、五棵松文化体育广场的运营管理公司。
2009年时，北京五棵松文化体育中心有限公司股权为民航房地产开发有限公司（持股65%）、北京城建投资发展股份有限公司（持股25%）、北京城建集团（持股5%）、北京天鸿集团（持股5%）共同持有。2009年，北京城建集团有限责任公司拟挂牌转让所持的5%股权。2010年1月18日，北京城建投资发展股份有限公司与民航房地产开发有限公司签署《产权交易合同》，将所持25%股权全部转让给后者。
2016年6月8日，华熙国际投资集团有限公司在五棵松汇源空间举办华熙LIVE品牌发布会，宣布五棵松文化体育中心将更名为“华熙LIVE·五棵松”。“华熙LIVE·五棵松”是华熙集团的首个“华熙LIVE”，包括五棵松体育馆（当时冠名是“乐视体育生态中心”）、M空间（当时冠名是“汇源空间”）、HI-PARK篮球公园、HI-CENTRAL文娱广场、HI-UP吃喝玩乐配套设施。截至2024年1月，所有冠名项目合约均已结束，而项目内各功能区也分别进行更名（详情见下文）。
2021年2月，华熙国际投资集团与旭辉集团签署战略合作框架协议，双方将共同对华熙LIVE·五棵松进行开发运营。

## 五棵松体育馆

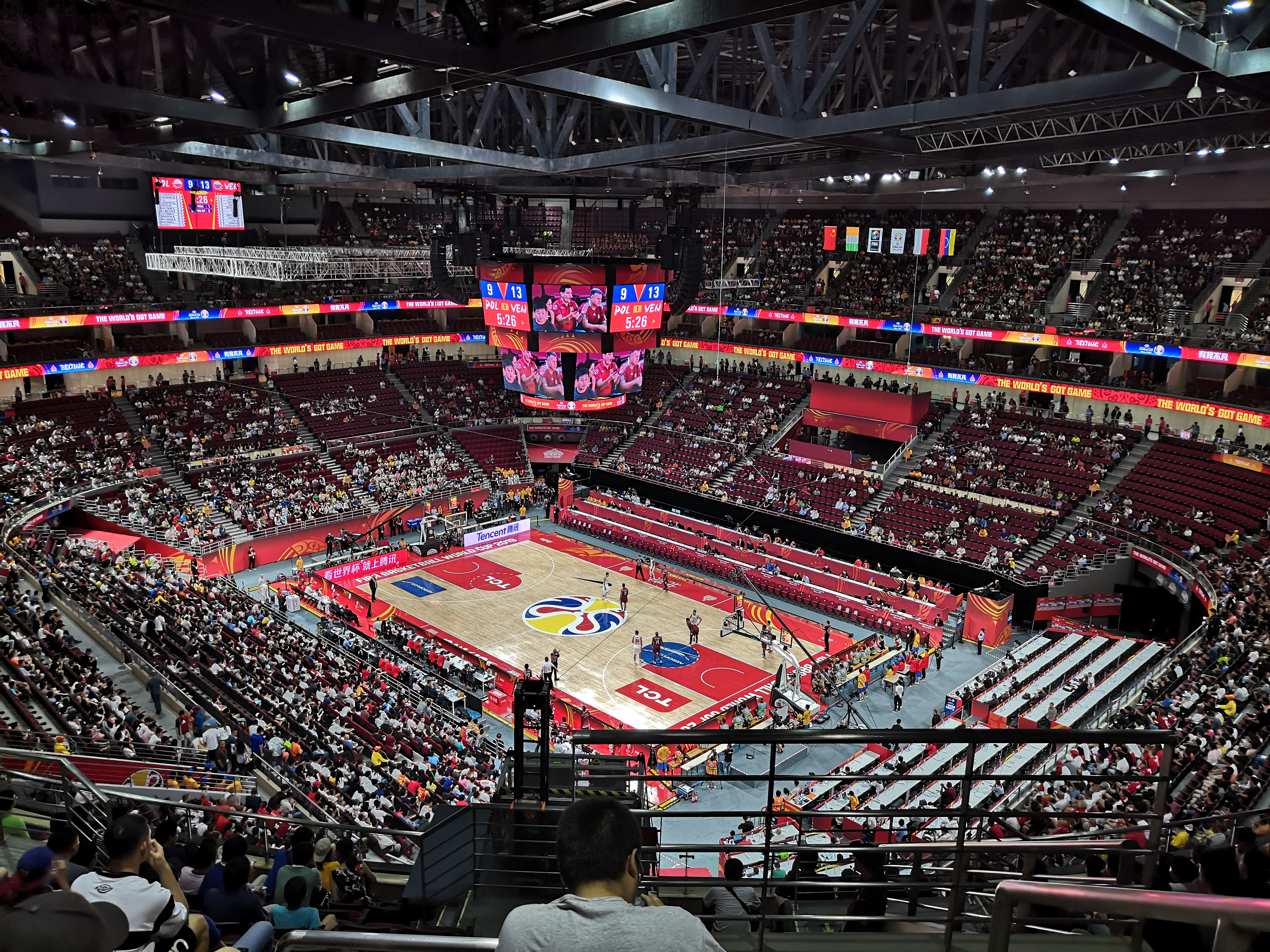
举办2019年篮球世界杯期间的五棵松体育馆

2005年3月29日，五棵松体育馆开工建设。作为2008年北京奥运会篮球比赛场馆，该馆总占地面积16.8万平方米，总建筑面积6.3万平方米，地上四层、地下三层，可容纳1.8万名观众。中共北京市委书记、北京奥组委主席刘淇，北京市人民政府市长、北京奥组委执行主席王岐山等领导参加了开工奠基仪式。五棵松体育馆是北京地区第5个开工建设的奥运场馆，也是2005年北京地区首个开工建设的奥运场馆。此前，国家体育场（鸟巢）、国家游泳中心（水立方）、老山自行车馆、北京射击馆均已在2004年开工建设。五棵松体育馆的设计方是北京市建筑设计研究院，该馆是纯为篮球项目设计的比赛场馆。2008年1月11日，五棵松体育馆竣工。
2006年10月，华熙国际投资集团公司（以下简称“华熙集团”）正式接手五棵松体育馆。2008年1月31日，五棵松文化体育中心与NBA中国、AEG建立战略合作伙伴关系。2009年初开始，业主方北京五棵松体育中心有限公司投入2亿元人民币，对五棵松体育馆全面整改装修，使其达到NBA顶级球场水平。2009年10月11日，NBA季前赛在五棵松体育馆举行。
2011年1月6日，根据与华熙集团达成的协议，万事达卡国际组织（英語：MasterCard Worldwide）宣布获得五棵松体育馆的5年冠名权，这是第一家获得冠名的北京奥运场馆。五棵松体育馆自此被冠名为万事达中心（英語：MasterCard Center）。2011年1月21日至23日，張學友在该中心连续举办三场張學友1/2世紀世界巡迴演唱會北京站，成为五棵松体育馆冠名为万事达中心后举办的首次活动。
此后，在万事达中心陆续举办了许多演唱会和体育赛事，包括：碧昂斯“非我莫属”北京演唱会、Super Junior第二次亚洲巡演北京演唱会、后街男孩世界巡演北京演唱会、王菲演唱会、贾斯丁·比伯演唱会，NBA中国赛、CBA全明星周末、2011-2012赛季CBA总决赛、2012-2013赛季CBA季后赛等。2015年12月31日，五棵松体育馆冠名万事达中心的合同正式到期。
2015年12月16日，乐视体育文化产业发展（北京）有限公司（以下简称“乐视体育”）与华熙国际文化体育发展有限公司（以下简称“华熙国际”）在五棵松体育馆签署协议，决定自2016年1月1日起，未来5年乐视体育将冠名华熙国际旗下五棵松体育馆为“乐视体育生态中心”。这是中国第一家由互联网公司冠名和进行智能化建设的顶级体育馆。2017年5月16日，乐视体育和华熙国际发表《关于五棵松体育馆冠名合作终止的联合声明》，称双方一致同意正式终止冠名合作。
2016年，中华人民共和国第一家职业冰球俱乐部北京昆仑鸿星主场定为五棵松体育馆，2016年9月5日在该馆举办新赛季主场首场比赛，这也是该馆首次举办职业冰球赛事。自2017-18赛季起，北美职业冰球联盟（NHL）将在五棵松体育馆每年举办两场冰球赛，这是世界顶级职业冰球联赛第一次落户中国。
2017年11月5日，通用汽车旗下的豪华汽车品牌凯迪拉克与华熙集团达成协议，以“凯迪拉克中心”为名正式冠名五棵松体育馆。该冠名合约于2023年12月到期且未续约，随后凯迪拉克中国官网撤除了冠名相关的链接，五棵松体育馆内外的凯迪拉克中心相关字样被拆除或被暂时覆盖，场馆名称在未有新冠名前暂时恢复为“华熙LIVE·五棵松”。
2020年4月至2020年末，五棵松体育馆进行了为期8个月的提升改造，具备了冰球、篮球比赛举办能力，并能在6小时内切换两种状态。
2022年2月4日至2月21日，2022年冬季奥林匹克运动会冰球比赛於五棵松体育馆举行。

## 举办活动

### 演唱会
| 五棵松体育馆历年举办的演唱会列表             | 五棵松体育馆历年举办的演唱会列表           | 五棵松体育馆历年举办的演唱会列表                                 | 五棵松体育馆历年举办的演唱会列表 |
| 时间                                         | 歌手                                       | 演出名                                                           | 场数                             |
| 2008                                         | 2008                                       | 2008                                                             | 2008                             |
| -------------------------------------------- | ------------------------------------------ | ---------------------------------------------------------------- | -------------------------------- |
| 2008年10月6日                                | Avril Lavigne                              | The Best Damn Tour世界巡回演唱会                                 | 1                                |
| 2010                                         |                                            |                                                                  |                                  |
| 2010年1月23日                                | Super Junior                               | Super Show 2亚洲巡回演唱会                                       | 1                                |
| 2010年7月11日                                | Usher                                      | OMG Tour世界巡回演唱会                                           | 1                                |
| 2010年7月24日                                | 安七炫                                     | Asia Tour亚洲巡回演唱会                                          | 1                                |
| 2010年8月7日                                 | 王杰                                       | 王者归来世界巡回演唱会                                           | 1                                |
| 2010年8月21日                                | 张靓颖                                     | 我相信巡回演唱会                                                 | 1                                |
| 2010年10月27日                               | 萧敬腾                                     | 洛克先生Mr. Rock世界巡回演唱会                                   | 1                                |
| 2010年10月29-31日、11月5-6日                 | 王菲                                       | 巡唱亚洲巡回演唱会                                               | 5                                |
| 2010年11月13日                               | 罗志祥                                     | 舞法舞天世界巡回演唱会                                           | 1                                |
| 2011                                         |                                            |                                                                  |                                  |
| 2011年1月21-23日                             | 张学友                                     | 1/2世纪世界巡回演唱会                                            | 3                                |
| 2011年3月12日                                | 老鹰乐队                                   | 远离伊甸园世界巡回演唱会                                         | 1                                |
| 2011年5月13日                                | 黑豹乐队                                   | 光辉岁月-殿堂级中国摇滚世界巡回演唱会                            | 1                                |
| 2011年5月21日                                | 刀郎                                       | 谢谢你巡回演唱会                                                 | 1                                |
| 2011年5月27-28日                             | 郭富城                                     | 舞林正传世界巡回演唱会                                           | 2                                |
| 2011年6月3日                                 | 齐豫、潘越云、黄小琥、万芳                 | 珍爱女人世界巡回演唱会                                           | 1                                |
| 2011年6月18日                                | 齐秦、王杰、周华健、童安格、张信哲、赵传   | 六人行老友记2011大型经典演唱会                                   | 1                                |
| 2011年7月16日                                | 萧亚轩                                     | WOW世界巡回演唱会                                                | 1                                |
| 2011年8月16日                                | Super Junior-M                             | 北京歌友会                                                       | 1                                |
| 2011年10月22日                               | 方大同                                     | 15巡回演唱会                                                     | 1                                |
| 2011年11月19日                               | 林宥嘉                                     | 神游巡回演唱会                                                   | 1                                |
| 2011年11月26日                               | 张靓颖                                     | 我的模样巡回演唱会                                               | 1                                |
| 2011年12月10日                               | 汪峰                                       | 生无所求Life Asks For Nothing全国巡回演唱会                      | 1                                |
| 2012                                         |                                            |                                                                  |                                  |
| 2012年1月7日                                 | 韩红                                       | 「美丽世界」世界巡回演唱会                                       | 1                                |
| 2012年2月14日                                | Avril Lavigne                              | The Black Star Tour世界巡回演唱会                                | 1                                |
| 2012年6月10日                                | 金贤重                                     | 亚洲粉丝见面会                                                   | 1                                |
| 2012年6月30日                                | 梁静茹                                     | 爱的那一页世界巡回演唱会                                         | 1                                |
| 2012年7月7日                                 | 神话                                       | 王者归来世界巡回演唱会                                           | 1                                |
| 2012年7月21日                                | 萧敬腾                                     | 有一种精神叫萧敬腾世界巡回演唱会                                 | 1                                |
| 2012年7月28日                                | 韩庚                                       | 韩更·庚心世界巡回演唱会                                          | 1                                |
| 2012年8月4日                                 | BIGBANG                                    | BIGBANG ALIVE GALAXY TOUR世界巡回演唱会                          | 1                                |
| 2012年8月10日                                | 林忆莲                                     | MMXII世界巡回演唱会                                              | 1                                |
| 2012年8月26日                                | 李宇春                                     | 疯狂世界巡回演唱会首站                                           | 1                                |
| 2012年9月2日                                 | 徐佳莹                                     | M-Live演唱会                                                     | 1                                |
| 2012年11月11日                               | 苏打绿                                     | 当我们一起走过巡回演唱会                                         | 1                                |
| 2012年11月17日                               | 潘玮柏                                     | 释放自己世界巡回演唱会                                           | 1                                |
| 2012年12月1日                                | 陈奕迅                                     | Feel Free! Feel Music!演唱会                                     | 1                                |
| 2012年12月15日                               | 崔健                                       | 蓝色骨头巡回演唱会                                               | 1                                |
| 2012年12月20日                               | 曲婉婷                                     | Everything in the World巡回演唱会                                | 1                                |
| 2012年12月29日                               | 张信哲                                     | 空出来的时间世界巡回演唱会首站                                   | 1                                |
| 2013                                         |                                            |                                                                  |                                  |
| 2013年1月1日                                 | 刘欢                                       | 倾听我们的年代—留欢2012大型演唱会                                | 1                                |
| 2013年1月4日                                 | 伍佰                                       | 大感谢20周年世界巡回演唱会                                       | 1                                |
| 2013年1月6日                                 | 曹格                                       | 好莱坞的动物园音乐会                                             | 1                                |
| 2013年4月20日                                | 任贤齐                                     | 飙世界巡回演唱会                                                 | 1                                |
| 2013年5月11日                                | 罗志祥                                     | 舞极限世界巡回演唱会                                             | 1                                |
| 2013年5月25日                                | 新好男孩                                   | 感谢20周年世界巡回演唱会                                         | 1                                |
| 2013年6月8日                                 | 周笔畅                                     | Unlock巡回演唱会                                                 | 1                                |
| 2013年8月9-11日                              | Cirque du Soleil                           | Michael Jackson: The Immortal World Tour（不朽传奇）世界巡回演出 | 3                                |
| 2013年9月14日                                | 庾澄庆                                     | 我要给你世界巡回演唱会                                           | 1                                |
| 2013年9月29日                                | Justin Bieber                              | Believe Tour世界巡回演唱会                                       | 1                                |
| 2013年10月30日-11月2日                       | 刘德华                                     | Always世界巡回演唱会                                             | 4                                |
| 2013年11月16日                               | 林志炫                                     | One Take世界巡回演唱会                                           | 1                                |
| 2014                                         |                                            |                                                                  |                                  |
| 2014年3月2日                                 | Avril Lavigne                              | The Avril Lavigne Tour世界巡回演唱会                             | 1                                |
| 2014年4月12日                                | miss A                                     | FANS PARTY亚洲巡回演唱会                                         | 1                                |
| 2014年4月19日                                | 2NE1                                       | All Or Nothing World Tour世界巡回演唱会                          | 1                                |
| 2014年5月1-2日                               | 苏打绿                                     | 空气中的视听与幻觉世界巡回演唱会                                 | 2                                |
| 2014年5月16-17日                             | 邓紫棋                                     | G.E.M. X.X.X. Live世界巡回演唱会                                 | 2                                |
| 2014年6月7日                                 | 林宥嘉                                     | 口的形状巡回演唱会                                               | 1                                |
| 2014年6月14日                                | 罗志祥                                     | 舞极限之舞魂再现安可世界巡回演唱会                               | 1                                |
| 2014年7月12日                                | 金贤重                                     | 梦幻世界巡回演唱会                                               | 1                                |
| 2014年7月18日                                | 张信哲                                     | 还爱·光年世界巡回演唱                                            | 1                                |
| 2014年8月2日                                 | S.H.E                                      | Together Forever世界巡回演唱会安可场                             | 1                                |
| 2014年8月3日                                 | 五月天                                     | Just Love It公益演唱会                                           | 1                                |
| 2014年8月16日                                | 魏晨                                       | 登封造极巡回演唱会                                               | 1                                |
| 2014年8月23日                                | 方大同                                     | Soulboy Lights Up世界巡回演唱会                                  | 1                                |
| 2014年9月6-7日                               | 华晨宇                                     | 火星演唱会                                                       | 2                                |
| 2014年9月21日                                | EXO                                        | FROM.EXOPLANET#1-THE LOST PLANET演唱会                           | 1                                |
| 2014年10月25日                               | 杨坤                                       | 今夜二十岁巡回演唱会首站                                         | 1                                |
| 2014年11月8日                                | 曹格                                       | 我是曹格世界巡回演唱会                                           | 1                                |
| 2014年11月29日                               | 少女时代                                   | Mr.Mr.粉丝见面会                                                 | 1                                |
| 2014年12月19日                               | 东方神起                                   | TVXQ! SPECIAL LIVE TOUR - T1ST0RY出道10周年特别巡回演唱会        | 1                                |
| 2015                                         |                                            |                                                                  |                                  |
| 2015年5月9日                                 | 林俊杰                                     | 时线：新地球世界巡回演唱会                                       | 1                                |
| 2015年5月23日                                | 田馥甄                                     | 如果世界巡回演唱会                                               | 1                                |
| 2015年5月30-31日                             | 李荣浩                                     | 天生李荣浩亚洲巡回演唱会                                         | 2                                |
| 2015年6月5-6日                               | BIGBANG                                    | MADE世界巡回演唱会                                               | 2                                |
| 2015年6月13日                                | 周笔畅                                     | BOOM!巡回演唱会                                                  | 1                                |
| 2015年6月20日                                | 伍佰                                       | 无尽闪亮的摇滚全经典世界巡回演唱会                               | 1                                |
| 2015年8月1日                                 | 张靓颖                                     | BANG THE WORLD巡回演唱会                                         | 1                                |
| 2015年8月8日                                 | 王杰                                       | 生来征服世界巡回演唱会                                           | 1                                |
| 2015年8月15日                                | TFBOYS                                     | TFBOYS FANS' TIME出道两周年见面会                                | 1                                |
| 2015年9月12日                                | 李健                                       | 看见李健巡回演唱会                                               | 1                                |
| 2015年9月26日                                | 周传雄                                     | 时不知归全球巡回演唱会                                           | 1                                |
| 2015年10月17日                               | 朴树                                       | 好好地中国巡回演唱会                                             | 1                                |
| 2015年10月24日                               | 莫文蔚                                     | 看看世界巡回演唱会                                               | 1                                |
| 2016                                         |                                            |                                                                  |                                  |
| 2016年4月16日                                | 郑伊健、陈小春、谢天华、钱嘉乐、林晓峰     | 岁月友情全国巡回演唱会                                           | 1                                |
| 2016年4月29-30日                             | 张信哲                                     | 还爱光年世界巡回演唱会 最终站                                    | 2                                |
| 2016年5月14日                                | 蔡依林                                     | Play世界巡回演唱会 安可场                                        | 1                                |
| 2016年5月20-21日                             | 李荣浩                                     | 有理想世界巡回演唱会                                             | 2                                |
| 2016年5月28日                                | 罗志祥                                     | 疯狂世界Crazy World世界巡回演唱会                                | 1                                |
| 2016年6月25日                                | 林宥嘉                                     | The Great Yoga世界巡回演唱会                                     | 1                                |
| 2016年7月2日                                 | 华晨宇                                     | 火星演唱会                                                       | 1                                |
| 2016年7月8-10日                              | 周杰伦                                     | 地表最强世界巡回演唱会                                           | 3                                |
| 2016年7月15-17日                             | BIGBANG                                    | MADE V.I.P歌迷见面会                                             | 3                                |
| 2016年7月30日                                | 田馥甄                                     | 如果世界巡回演唱会Plus                                           | 1                                |
| 2016年8月6日                                 | TFBOYS                                     | 三部曲出道三周年北京粉丝见面会                                   | 1                                |
| 2016年8月20日                                | 李宇春                                     | 野蛮生长巡回演唱会                                               | 1                                |
| 2016年8月27日                                | 陈伟霆                                     | Inside Me巡回演唱会                                              | 1                                |
| 2016年9月16-17日                             | 周笔畅                                     | BOOM!+巡回演唱会                                                 | 2                                |
| 2016年9月24日                                | 锺汉良                                     | 乐作人生Sing for Life巡回演唱会                                  | 1                                |
| 2016年10月21-23日                            | 张学友                                     | A CLASSIC TOUR 学友·经典 世界巡回演唱会                          | 3                                |
| 2017                                         |                                            |                                                                  |                                  |
| 2017年4月15日                                | 周传雄                                     | 今宵酒醒何处全球巡回演唱会                                       | 1                                |
| 2017年4月22日                                | 谭咏麟                                     | 银河岁月40载世界巡回演唱会                                       | 1                                |
| 2017年4月30日                                | 朴树                                       | 好好地II中国巡回演唱会                                           | 1                                |
| 2017年5月20-21日                             | 张惠妹                                     | 乌托邦2.0庆典世界巡回演唱会                                      | 2                                |
| 2017年6月17日                                | 薛之谦                                     | 我好像在哪见过你巡回演唱会                                       | 1                                |
| 2017年7月8日                                 | 李玟                                       | 18世界巡回演唱会                                                 | 1                                |
| 2017年7月22日                                | 狮子合唱团                                 | 2017演唱会 季节限定版                                            | 1                                |
| 2017年7月29日                                | 信                                         | Gentle Monster巡回演唱会                                         | 1                                |
| 2017年8月5日                                 | 梁咏琪                                     | 好时辰巡回演唱会                                                 | 1                                |
| 2017年8月19日                                | 林志炫                                     | One Take 2.0世界巡回演唱会                                       | 1                                |
| 2017年10月7日                                | 周笔畅                                     | Not Typical巡回演唱会                                            | 1                                |
| 2017年10月13-14日                            | 华晨宇                                     | 火星演唱会                                                       | 2                                |
| 2017年11月5日                                | 莫文蔚、吉克隽逸、李健、华晨宇             | 打开新世界 音乐盛会                                              | 1                                |
| 2017年11月25-26日                            | 林宥嘉                                     | The Great Yoga世界巡回演唱会 安可场                              | 2                                |
| 2017年12月31日                               | 罗大佑                                     | 罗大佑2017巡回演唱会 - 当年离家的年轻人                          | 1                                |
| 2018                                         |                                            |                                                                  |                                  |
| 2018年2月10日                                | 朴树                                       | 好好地II中国巡回演唱会 最终站                                    | 1                                |
| 2018年4月13-14日                             | 王力宏                                     | 龙的传人2060世界巡回演唱会                                       | 2                                |
| 2018年4月21日                                | 潘玮柏                                     | Alpha创使者世界巡回演唱会                                        | 1                                |
| 2018年5月5日                                 | 张靓颖                                     | 珍相巡回演唱会                                                   | 1                                |
| 2018年5月19-20日                             | 林俊杰                                     | 圣所世界巡回演唱会                                               | 2                                |
| 2018年6月2日                                 | 罗志祥                                     | 疯狂世界Crazy World世界巡回演唱会 安可场 最终站                  | 1                                |
| 2018年6月9日                                 | 张碧晨                                     | 极光演唱会                                                       | 1                                |
| 2018年6月23日                                | 伍佰                                       | 摇滚全经典之全面对决演唱会                                       | 1                                |
| 2018年6月30日                                | 李宇春                                     | 流行巡回演唱会                                                   | 1                                |
| 2018年8月25日                                | 杨丞琳                                     | 青春住了谁世界巡回演唱会                                         | 1                                |
| 2018年9月6日                                 | Jessie J                                   | R.O.S.E巡回演唱会                                                | 1                                |
| 2018年9月30日                                | 张韶涵                                     | 旅程世界巡回演唱会                                               | 1                                |
| 2018年10月6日                                | bilibili                                   | Bilibili Macro Link                                              | 1                                |
| 2018年10月13-14日                            | 张信哲                                     | 未来式世界巡回演唱会                                             | 2                                |
| 2018年11月10日                               | 锺汉良                                     | 乐作人生Sing for Life巡回演唱会 最终场                           | 1                                |
| 2018年12月21-23日                            | 张学友                                     | A CLASSIC TOUR 学友·经典世界巡回演唱会 ENCORE站                  | 3                                |
| 2019                                         |                                            |                                                                  |                                  |
| 2019年5月11日                                | 吴亦凡                                     | 天·地·东·西·ALIVE TOUR巡回演唱会                                 | 1                                |
| 2019年5月18日                                | 李荣浩                                     | 年少有为世界巡回演唱会                                           | 1                                |
| 2019年5月25日                                | 萧敬腾                                     | 娱乐先生世界巡回演唱会                                           | 1                                |
| 2019年6月1-2日                               | 郭富城                                     | 舞林密码世界巡回演唱会                                           | 2                                |
| 2019年6月15日                                | 汪峰                                       | 就这样超级巡演                                                   | 1                                |
| 2019年6月29日                                | 杨千嬅                                     | My Beautiful Live杨千嬅世界巡回演唱会                            | 1                                |
| 2019年7月6日                                 | 许嵩                                       | 寻宝游戏巡回演唱会                                               | 1                                |
| 2019年7月13日                                | 林宥嘉                                     | IDOL世界巡回演唱会                                               | 1                                |
| 2019年8月3日                                 | 张艺兴                                     | 大航海•首次巡回演唱会                                            | 1                                |
| 2019年8月17-18日                             | 刘宇宁                                     | 成长风暴巡回演唱会                                               | 2                                |
| 2019年11月1日                                | 王俊凯                                     | 无边界演唱会Karry's Dream Concert                                | 1                                |
| 2019年11月24日                               | 莫文蔚                                     | 绝色莫文蔚25周年世界巡回演唱会 安可场                            | 1                                |
| 2019年12月11日                               | 杨坤                                       | Forever YANG全球巡回演唱会 首站                                  | 1                                |
| 2019年12月14日                               | 李健                                       | 不止，是李健巡回演唱会 安可场                                    | 1                                |
| 2019年12月28日                               | 伍佰                                       | Rock Star演唱会                                                  | 1                                |
| 2021                                         |                                            |                                                                  |                                  |
| 2021年7月17日                                | 蔡徐坤                                     | 迷巡回演唱会                                                     | 1                                |
| 2023                                         |                                            |                                                                  |                                  |
| 2023年3月26日                                | 老狼                                       | 时光流转演唱会                                                   | 1                                |
| 2023年4月29日                                | 韩红                                       | 咏生巡回演唱会                                                   | 1                                |
| 2023年5月7日                                 | 陈粒                                       | 洄游巡回演唱会                                                   | 1                                |
| 2023年5月13-14日                             | 任贤齐                                     | 齐迹·在路上巡回演唱会                                            | 2                                |
| 2023年5月20-21日                             | 李宇春                                     | 周末愉快演唱会                                                   | 2                                |
| 2023年6月3日                                 | 王琳凱                                     | DEADLINE巡回演唱会                                               | 1                                |
| 2023年6月10-11日                             | 梁静茹                                     | 当我们谈论爱情世界巡回演唱会                                     | 2                                |
| 2023年6月16-17日                             | 刘若英                                     | 飞行日Final Call世界巡回演唱会                                   | 2                                |
| 2023年6月23-24日                             | 鹿晗                                       | πDAY演唱会                                                       | 2                                |
| 2023年7月2日                                 | 郑钧                                       | 热爱2023全国巡回演唱会                                           | 1                                |
| 2023年7月15日                                | 痛仰乐队                                   | 在路上北京演唱会                                                 | 1                                |
| 2023年7月22-23日                             | 许巍                                       | 无尽光芒巡回演唱会                                               | 2                                |
| 2023年7月29日                                | 毛不易                                     | 幼鸟指南巡回演唱会                                               | 1                                |
| 2023年8月5-6日                               | 张惠妹                                     | ASMR世界巡回演唱会                                               | 2                                |
| 2023年8月12-13日                             | 张艺兴                                     | 大航海3·无远弗届巡回演唱会                                       | 2                                |
| 2023年8月19日                                | 周深                                       | 深深感谢你-周深2023演唱会                                        | 1                                |
| 2023年8月24日、26日、28日                    | 李宗盛                                     | 有歌之年世界巡回演唱会                                           | 3                                |
| 2023年9月2日                                 | 周华健                                     | 少年侠客世界巡回演唱会                                           | 1                                |
| 2023年9月9-10日                              | 伍佰                                       | ROCK STAR 2023巡回演唱会                                         | 2                                |
| 2023年9月16-17日                             | 张信哲                                     | 未来式2.0世界巡回演唱会                                          | 2                                |
| 2023年9月24日                                | 西城男孩                                   | 四海逐梦巡回演唱会                                               | 1                                |
| 2023年9月29-30日                             | 告五人                                     | 宇宙的有趣第一次新世界巡回演唱会                                 | 2                                |
| 2023年10月6日                                | 劉雨昕                                     | 仙那度巡回演唱会                                                 | 1                                |
| 2023年10月21日                               | 张碧晨                                     | 尾号920演唱会                                                    | 1                                |
| 2023年12月30-31日                            | 林宥嘉                                     | idol世界巡回演唱会                                               | 2                                |
| 2024                                         |                                            |                                                                  |                                  |
| 2024年1月1日                                 | 林宥嘉                                     | idol世界巡回演唱会                                               | 1                                |
| 2024年2月4日                                 | 郎朗                                       | 郎朗北京音乐盛典                                                 | 1                                |
| 2024年2月25日                                | 李克勤                                     | 弦续巡回演唱会                                                   | 1                                |
| 2024年3月29-31日、4月5-7日、12-14日、19-21日 | 张学友                                     | 60+巡迴演唱會                                                    | 12                               |
| 2024年4月27日                                | 于文文                                     | 魔方視界巡回演唱会                                               | 1                                |
| 2024年5月4日                                 | 潘玮柏                                     | 狂爱巡回演唱会                                                   | 1                                |
| 2024年5月11日                                | 五条人                                     | 大时代歌厅北京演唱会                                             | 1                                |
| 2024年5月17-18日                             | 棱镜乐队                                   | 多少年·多少面演唱会                                              | 2                                |
| 2024年6月9日                                 | 重塑雕像的权利                             | 喝彩之后北京专场演唱会                                           | 1                                |
| 2024年6月15日                                | 张云雷                                     | 歌者启程演唱会                                                   | 1                                |
| 2024年6月28-30日                             | 陶喆                                       | Soul Power II 世界巡迴演唱會                                     | 3                                |
| 2024年7月13-14日                             | 梁静茹                                     | 当我们谈论爱情演唱会                                             | 2                                |
| 2024年7月26-29日                             | 劉德華                                     | 「今日…is the Day」巡迴演唱會                                    | 4                                |
| 2024年8月10日                                | Twins                                      | Twins SPIRIT Since 2001 Live Around The World                    | 1                                |
| 2024年8月31日                                | 檀健次                                     | 檀健次“多见一次”个人巡回演唱会                                   | 1                                |
| 2024年9月14-15日                             | 王源                                       | 客廳狂歡巡迴演唱會                                               | 1                                |
| 2024年10月12日                               | 2024抖音美好奇妙夜                         | 2024抖音美好奇妙夜                                               | 2                                |
| 2024年10月19-20日                            | 小沈阳                                     | 我不是歌手演唱会                                                 | 2                                |
| 2024年10月26日                               | 颜人中                                     | 「Moment³」演唱会                                                | 1                                |
| 2024年11月1-2日                              |                                            | 「宇宙无敌号」北京演唱会                                         | 2                                |
| 2024年11月9日                                | 黎明                                       | Leon黎明北京演唱會2024                                           | 1                                |
| 2024年11月16日                               | 黄子弘凡                                   | 除了快乐禁止入内演唱会                                           | 1                                |
| 2024年11月23日                               | 查理·普斯                                  | Charlie Puth Presents "Something New"                            | 1                                |
| 2024年11月27日                               | 艾伦·沃克                                  | 行者世界中国巡演                                                 | 1                                |
| 2024年12月1日                                | Jessie J                                   | 共赴现场 Jessie J 演唱会                                         | 1                                |
| 2024年12月8日                                | 詹姆斯·布朗特                              | “曾经的我们”北京演唱会                                           | 1                                |
| 2024年12月14-16日                            | 周华健                                     | 少年侠客巡回演唱会                                               | 3                                |
| 2024年12月21日                               | Tizzy T                                    | 蝴蝶效应演唱会                                                   | 1                                |
| 2024年12月28-29日、2025年1月4-5日            | 刀郎                                       | 山歌响起的地方·2024巡回演唱会                                    | 4                                |
| 2025                                         |                                            |                                                                  |                                  |
| 2025年2月14-15日                             | 單依純                                     | 單依純「純妹妹」2025巡迴演唱會-北京站                            | 2                                |
| 2025年2月22日                                | 黃明昊                                     | 黃明昊「賈想世界」個人演唱會-北京站                              | 1                                |
| 2025年3月26日                                | XG                                         | XG 1st WORLD TOUR 「The first HOWL」                             | 1                                |
| 2025年3月30日                                | 林志炫                                     | ONE take 我忘了已老去北京演唱會                                  | 1                                |
| 2025年4月12日                                | 胡夏                                       | 胡夏《那些年・時光放映廳》演唱會-北京站                          | 1                                |
| 2025年4月18、20日                            | 李健                                       | 「萬物安生時」世界巡迴演唱會                                     | 2                                |
| 2025年5月16-18日                             | 张学友                                     | 60+巡迴演唱會                                                    | 3                                |
| 2025年6月7日                                 | 海來阿木                                   | 「不如見一面」海來阿木巡迴演唱會                                 | 1                                |
| 2025年6月14日                                | 吉克隽逸                                   | 吉克隽逸「太陽的女兒」巡迴演唱會                                 | 1                                |
| 2025年6月21-22日                             | 王力宏                                     | 王力宏「最好的地方」巡迴演唱會                                   | 2                                |
| 2025年6月28日                                | 徐佳瑩                                     | 變得有些奢侈的事巡迴演唱會                                       | 1                                |
| 2025年7月11-13、18-20日                      | 陳奕迅                                     | Fear and Dreams 世界巡迴演唱會                                   | 6                                |
| 2025年8月16-17日                             | 王心凌                                     | SUGAR HIGH 2.0世界巡迴演唱會                                     | 3                                |
| 2025年9月13-14日                             | 陳小春                                     | 生·旦·淨·末·丑巡迴演唱會                                         | 2                                |
| 2025年9月27日                                | 胡夏                                       | 那些年・時光放映廳演唱會                                         | 1                                |
| 2025年                                       | 林子祥、葉蒨文                             | 白頭到老 巡迴演唱會                                              | 1                                |
| 2025年                                       | Big Four（張衛健、梁漢文、許志安、蘇永康） | HAPPY TO SEE YOU ALL 巡迴演唱會                                  | 1                                |

### 体育赛事
- 2008年夏季奧林匹克運動會篮球比赛
- 2011年杜克大學籃球隊表演賽
- 2019年国际篮联篮球世界杯
- 2022年冬季奥林匹克运动会冰球比赛

### 电子竞技
- 2017英雄联盟职业联赛夏季赛总决赛
- 2020年王者荣耀世界冠军杯总决赛

## M空间
M空间原为五棵松体育馆训练馆，位于五棵松体育馆南侧，曾于北京奥运会期间作为篮球项目训练用馆使用。2011年，五棵松体育馆训练馆被改造为M空间。
M空间内部为无立柱挑高和下沉式设计，场馆面积2400平方米（40米*60米），高10米，可容纳观众1766人，主要承接小型商业演出、歌迷见面会、企业庆典、新产品发布会、会议宴会、体育活动、时尚秀等活动。湖南卫视、江苏卫视均曾将M空间作为演播厅，录制《中国最强音》、《全能星战》等娱乐节目。2013年，M空间曾获汇源集团冠名赞助，被冠名为“汇源空间”，现已终止冠名。

## HI-PARK篮球公园
HI-PARK篮球公园位于五棵松体育馆南侧，占地13000平方米，共有球场16片：包括室外标准篮球整场4片、非标整场2片、非标半场2片，空中斗牛场1片，网球场2片；室内标准篮球整场4片、独立VIP球场1片。2014年，华熙国际投资集团投资上亿元人民币对五棵松体育馆南侧部分面积进行改建，最终建成“HI-PARK”篮球主题公园。HI-PARK正式对外开放后，成为篮球明星、篮球赛事、篮球高端训练营、潮流文化活动的聚集地。不少NBA巨星曾在此举行商业活动，NBA姚明学校、闵鹿蕾训练营等篮球训练营常驻此地。2014年，国际篮联世界三对三大师赛中国站选址HI-PARK。
紧邻HI-PARK篮球公园的区域为五棵松文化体育广场，曾被命名为HI-CENTRAL。2014年，万事达中心将占地面积7万多平方米的南广场地面翻新后对外开放。同年冬，荷兰“冰世界”在此建成亚洲最大的四季冰场——五棵松冰世界体育乐园。此外，该广场还经常举办时尚趣味活动。

## 华熙LIVE冰上中心
华熙LIVE冰上中心设置在五棵松体育馆东南侧，即五棵松文化体育中心东南角，昵称“冰菱花”，建筑面积38900平方米，地上、地下各两层，地下设置两块60×30米和60×26米可转换冰场。
2016年，华熙国际投资集团宣布计划在五棵松体育馆南广场自有土地上建造HI-ICE，即包括两块达到国际标准的冰球场在内的冰球训练馆，为2022年冬奥会冰球主场馆提供配套训练场地。项目建成后并未使用HI-ICE名称，而是更名为现名。2022年北京冬奥会期间，华熙LIVE冰上中心曾作为冬奥冰球训练馆使用，共接待来自13个国家91支男女冰球国家队的训练86场。结束冬奥保障任务之后，该馆已向社会开放。

## 华熙Live·五棵松南区及北区商业

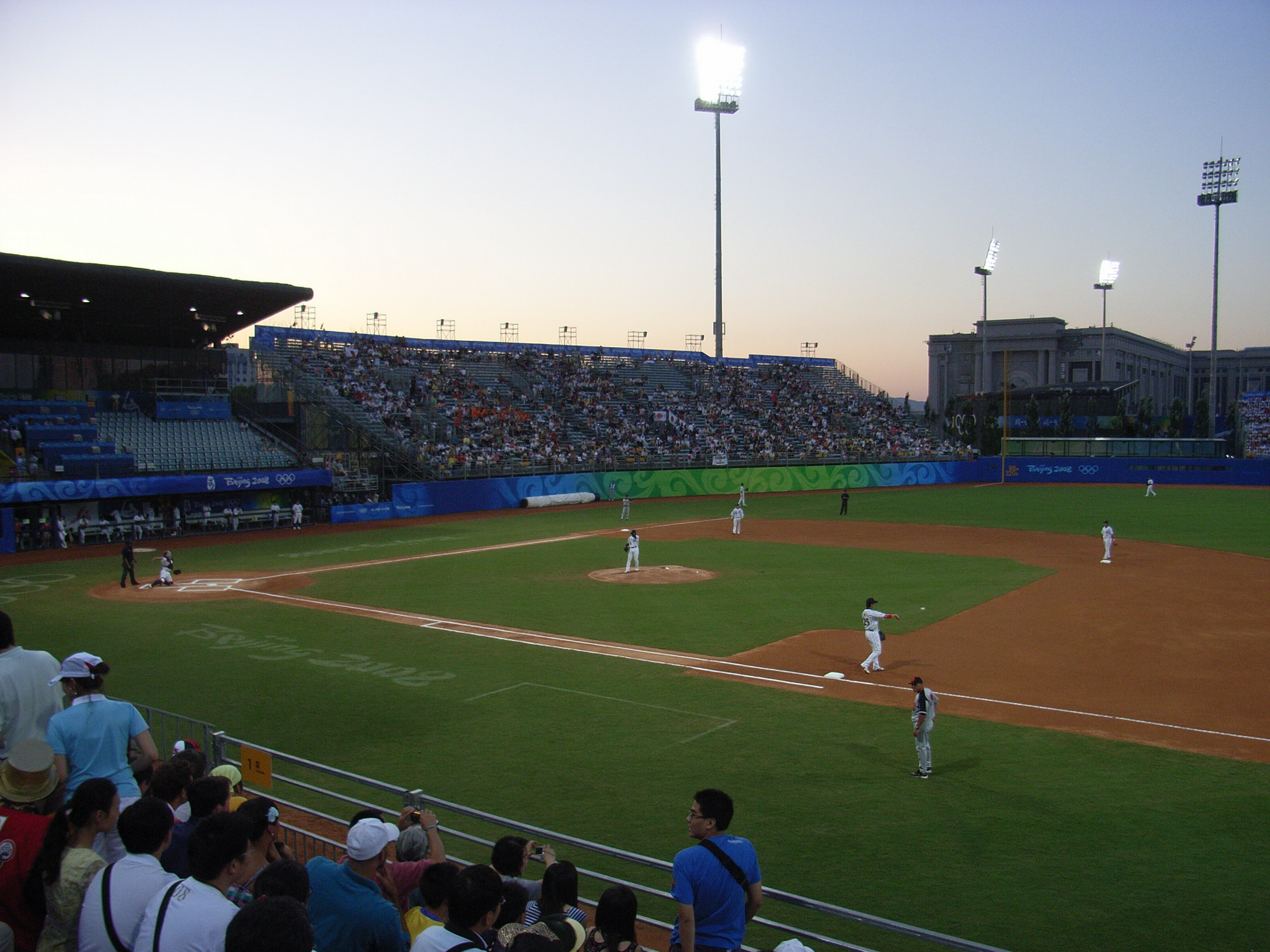
2008年北京奥运会棒球比赛在五棵松棒球场举行

华熙Live·五棵松的商业部分设置于五棵松文化体育中心西南角，分为南区和北区两部分发展。
2005年12月22日，五棵松棒球场开工。这是继国家会议中心击剑馆后开工建设的第2个北京奥运临时比赛场馆。棒球场位于五棵松文化体育中心西南角，包括2个比赛场、1个训练场，共设15,000个坐席，规划总建筑面积约1.2万平方米。2005年12月22日与棒球场一起开工的五棵松文化体育及公共服务设施还有室内游泳馆、影院、银行、邮局、商场等，总建筑面积约28.7万平方米。2007年8月12日竣工。2007年8月18日至8月23日，承办“好运北京”2007年国际棒球邀请赛。2008年3月15日至3月16日，承办2008美国职业棒球大联盟中国赛，由洛杉磯道奇與聖地牙哥教士對戰兩場。2008年8月13日至23日（8月17日、21日无比赛），作为“北京五棵松体育中心棒球场”承办2008年夏季奧林匹克運動會棒球比賽。
2008年北京奥运会结束后，中国棒协秘书长申伟向有关方面递交《关于建议保留五棵松棒球场的函》，请求保留五棵松棒球场2号场地，但未获批准。2009年，五棵松棒球场被按计划拆除。此后其原址沦为荒地。

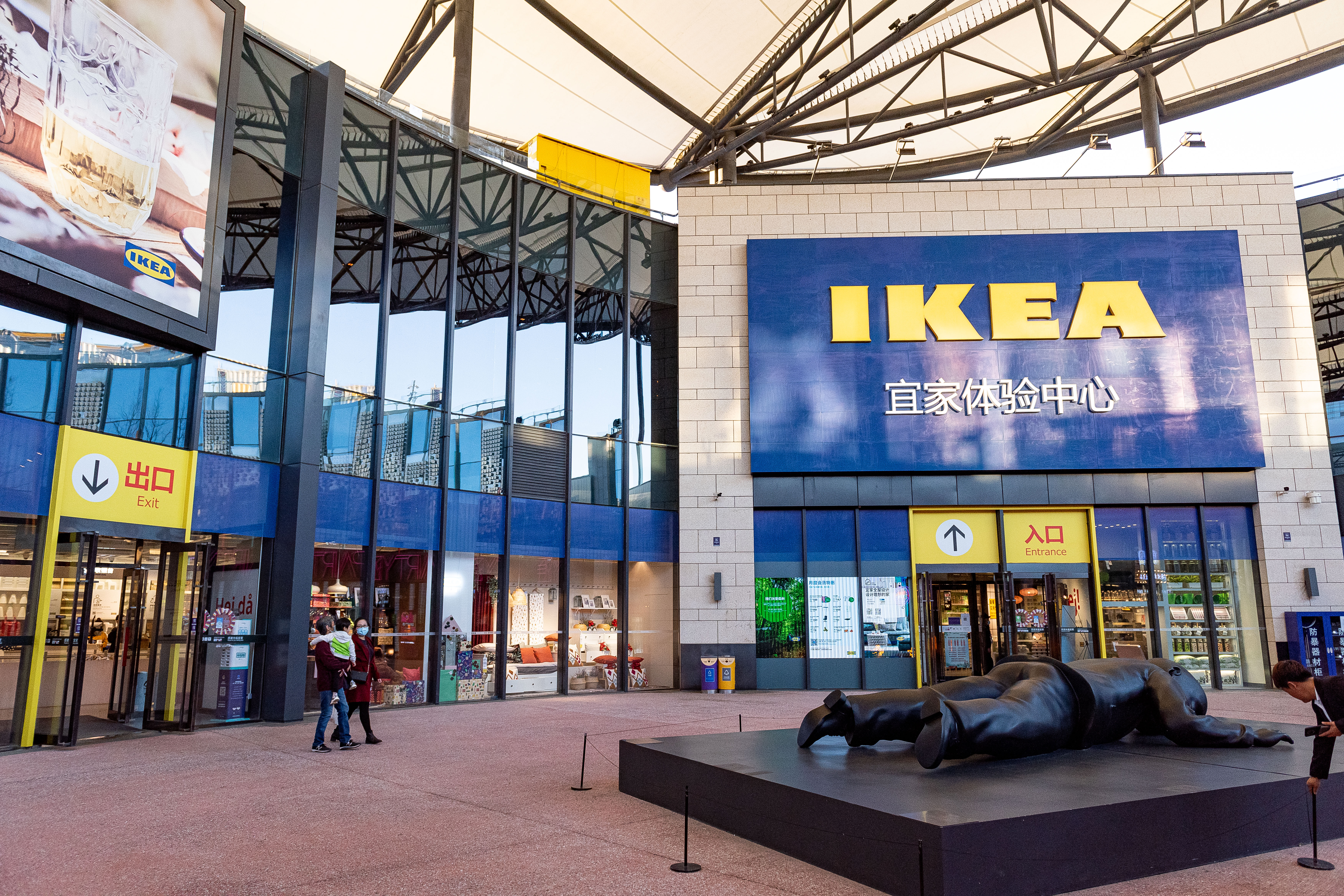
位于华熙LIVE·HI-UP的宜家家居北京五棵松体验中心

2015年，五棵松文化体育中心二期工程全面启动，名为“HI-UP”的餐饮、休闲、娱乐型商业中心将在五棵松棒球场原址建成，与五棵松体育馆、Hi-Park篮球公园连为一体。HI-UP区域总用地面积123,100平方米，分成三层。其中地下二层、三层是公共停车场。地下一层是群落式建筑，与下沉广场形成商业区，总建筑面积约53,000平方米，群落式建筑顶部是五棵松文化体育公园。HI-UP与北京地铁1号线五棵松站B口打通。2016年，北京时代美术馆迁至“HI-UP”的东北角。随后，华熙集团将“HI-UP”部分更名为华熙Live·五棵松商业南区。
2023年1月，华熙集团宣布将于现有华熙Live·五棵松商业北侧建设名为“华熙Live·五棵松商业北区”的新体验式商业街区，该地块位于五棵松体育馆西侧，西临西四环，北接玉渊潭南路，总占地面积23421平方米，将与已有的华熙Live·五棵松商业南区连接。该部分项目由旭辉集团负责建设，华熙集团进行商业招商，预计于2024年开业。

## 购物中心

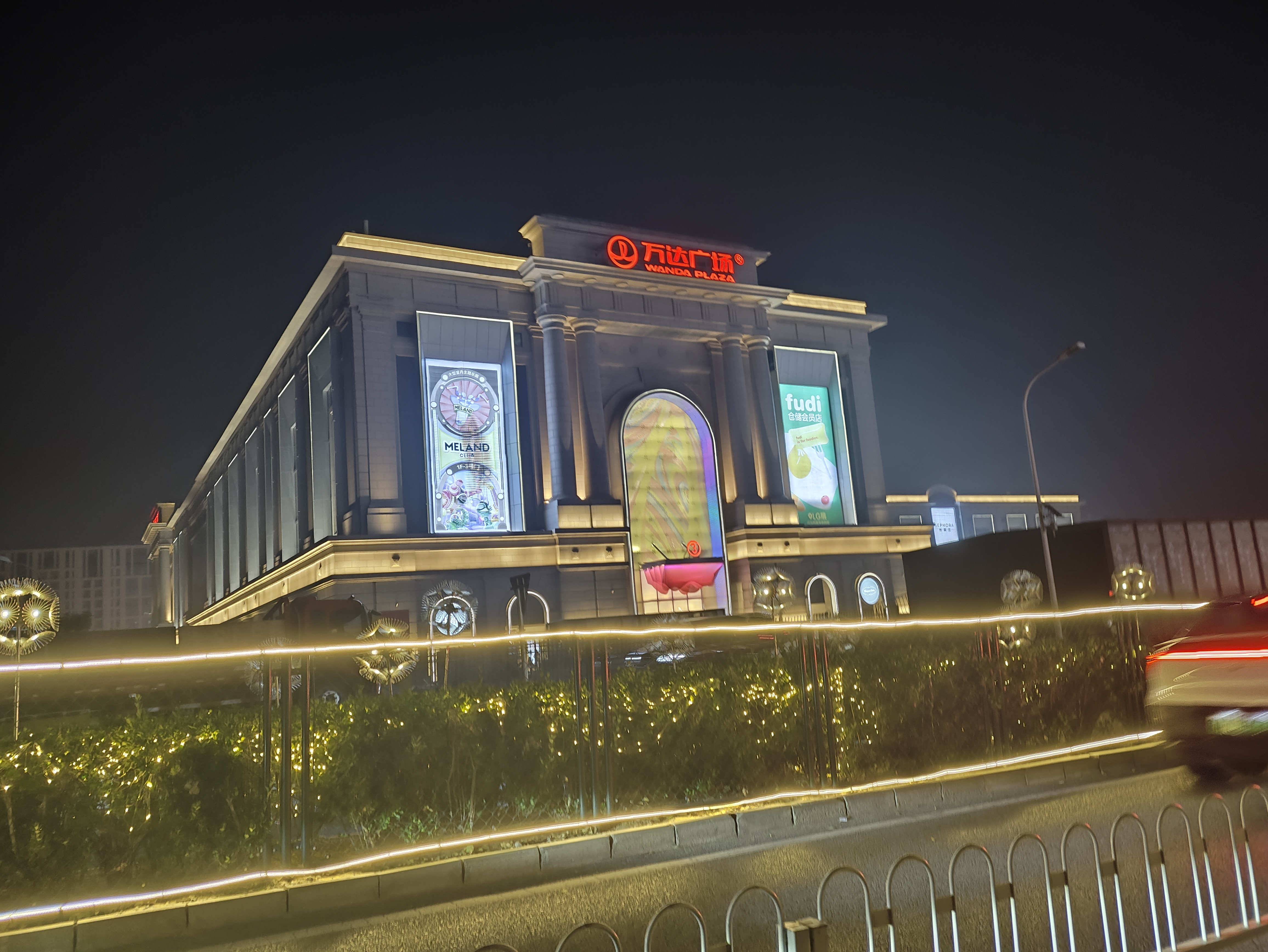
北京五棵松万达广场3号门

2007年，华熙国际投资集团开始筹备“华熙长安MALL”，这是五棵松文化体育中心的组成部分之一，定位为“京西奢侈品消费中心”。2009年更换运营团队，更名为华熙乐茂购物中心，项目定位调整，并招来主力店太平洋百货，从而实现部分开业。2010年，再次更换运营团队，但经营一直未上正轨。
2010年，母公司华熙国际将华熙乐茂购物中心出售给卓展集团。2012年9月，卓展购物中心五棵松店宣布开业。2013年，再次宣布开业。这两次开业都未实现整体开业。
2015年底，蓝色港湾母公司接盘卓展购物中心，其运营团队于2016年3月起正式进驻及管理原卓展购物中心。2016年12月，卓展购物中心更名为蓝色港湾SOLANA购物中心（简称“蓝港五棵松店”），但此后因各种原因，商场经营依旧惨淡。
2017年12月，蓝色港湾曾因“出于战略考虑，终止品牌授权合作”原因，将五棵松卓展购物中心的运营权转手给北京文化硅谷资产运营集团有限公司进行运营，同时商场一度更名为“五棵松购物中心”。但此后文化硅谷公司又将商场运营权交还至蓝色港湾。
2022年4月，万达商管以轻资产模式接手蓝色港湾旗下两间商场的运营管理权，并对蓝港五棵松店进行闭店改造。商场在更名为北京五棵松万达广场后，于2023年9月28日开业。